# Réserve nationale de faune de l'Île-Scotch-Bonnet
Le réserve nationale de faune de l'Île-Scotch-Bonnet (anglais : Scotch Bonnet Island National Wildlife Area) est une réserve nationale de faune du Canada située dans le comté du Prince-Édouard en Ontario. Cette petite aire protégée d'un hectare a été créée en 1979 dans le but de protéger un lieu de nidification important pour les oiseaux de rivages.